# HD 76270
HD 76270，又名CP-72 747，SAO 256556、HR 3544，是一颗恒星，视星等为6.11，位于銀經287.05，銀緯-17.65，其B1900.0坐标为赤經8h 49m 53s，赤緯-72° -17.65′ 32″。